# Bosnia ed Erzegovina all'Eurovision Song Contest 2010
La Bosnia ed Erzegovina ha selezionato il proprio rappresentante all'Eurovision Song Contest 2010 internamente.
Una commissione di dieci artisti ha selezionato Vukašin Brajić con la canzone Munja i Grom. La canzone è stata poi tradotta in inglese con il titolo Thunder and Lightning e presentata il 7 marzo 2010 da BHRT.
Il 18 febbraio, era stato comunicato che, a causa dei fortissimi debiti dell'emittente nei confronti dell'Unione europea di radiodiffusione (circa 2 milioni di euro), il paese rischiava la squalificazione dall'Eurovision Song Contest 2010.

## All'Eurovision Song Contest
La Bosnia ed Erzegovina ha gareggiato nella prima semifinale, il 25 maggio, classificandosi 8ª con 59 punti.
Raggiunta quindi la finale ottiene 51 punti, che gli valgono il 17º posto.